# Suza (Iran)
Suza (perz. شوش: Šuš, hebr. שושן‎: Shushan, grč. Σοῦσα: Sousa, lat. Susa) starovjekovni je grad iz razdoblja Elama, odnosno iranskih carstva Ahemenida i Parta. Grad je smješten oko 250 km istočno od rijeke Tigris, na jugozapadnu Irana. U ahemenidsko doba, grad je bio jedna od omiljenih rezidencija Darija I. Velikog.
Godine 2015. Suza je uvrštena na popis Svjetske baštine UNESCO-a. Zaštićeni arheološki lokalitet u donjem Zagrosu uključuje skupinu stambenih i upravnih iskopina na istočnoj strani rijeke Šavur, kao i Ardeširovu palaču na suprotnoj strani rijeke. Nalazi daju naslutiti kako je ovo mjesto bilo kontinuirano naseljeno od kasnog 5. tisućljeća pr. Kr. do 13. stoljeća, te pridonosi razumijevanju Elamitske, Perzijske i Partske kulture, koje su uglavnom nestale.

## Povijest

### Rana povijest
Suza je jedan od najstarijih poznatih gradova u regiji i svijetu, koji datira iz 5000. pr. Kr. kada je postojala akropola. Najstarije urbane strukture u okolici akropole datiraju iz 4000. pr. Kr., dok ruralni ostaci potječu iz 7000. pr. Kr. Oslikana keramika pronađena u okolici grada koja svjedoči o postojanju civilizacije datira iz 5000. pr. Kr. (doba Uruka). Prastari grad nalazio se u pojasu između rijeka Šaur i Dez, i predstavljao je politički centar od velike važnosti.

### Elamsko doba
Razvojem civilizacije Elam u 4. tisućljeću pr. Kr., grad Susa postaje elamskim glavnim gradom. O usponu elamske civilizacije govori podatak kako su njegovi stanovnici često uspješno ratovali protiv sumerskih i akadskih gradova na jugu Mezopotamije. Grad se u to doba širio prema istoku, u područje koje se danas naziva „kraljevskim gradom“. Pretpostavlja se kako je u blizini postojao i zigurat. Prema elamskom jeziku, grad se nazivao Šušan ili Šušun.
Grad Suza jednom je pao pred osvajanjem akadskog vladara Sargona, dok ga je u 18. stoljeću pr. Kr. pokorio i babilonski kralj Hamurabi. U međuvremenu, elamski vladari pokorili su grad Anšan pa njihova titula često nosi naziv „Kralj Elama i Anšana“. Jedan od najvažnijih arheoloških pronalazaka iz tog vremena je popularni Hamurabijev zakonik.

### Asirsko doba
Godine 647. pr. Kr. asirski kralj Asurbanipal vodio je rat protiv Elama koji je razorio grad Suzu. Glinena ploča, koju je arheolog Austen Henry Layard 1854. pronašao u asirskom glavnom gradu Ninivi, spominje Asurbanipala kao „osvetnika“ koji je razorio Suzu kao odgovor na stoljetno ponižavanje naroda Mezopotamije. Tekst govori:

Suzu, veliki sveti grad, prebivalište njihovih bogova, sjedište njihovih zagonetki, ja osvojih. Uđoh u njene palače, otvorih njene riznice gdje srebro i zlato, roba i bogatstvo bijahu prikupljeni... Uništih njihov zigurat u Suzi. Razbih njene sjajne bakrene rogove. Razorih elamske hramove to temelja, njihove bogove i božice razbacah po vjetru. Uništih grobove njihovih drevnih i nedavnih kraljeva, izložih ih suncu, i ponesoh njihove kosti u zemlju Ašura. Poharah Elam i u njihovu zemlju posijah sol.

### Ahemenidsko doba
U 6. stoljeću pr. Kr. slavni perzijski vladar Kir Veliki iz dinastije Ahemenida priključuje Suzu Perzijskom Carstvu. U doba Kirove vladavine Suza je imala podređen položaj u odnosu na glavni grad Pasargad, no njegov sin Kambiz II. seli glavni grad u Suzu.
Potom Kambizov rođak Darije I. Veliki gradi u Suzi jednu od svojih rezidencijalnih palača. Na sjeveru palače nalazila se velika apadana (dvorana za prijem) s 36 stupova i kraljevskim tronom, dok se na južnoj strani nalazila raskošna palača s tri unutrašnja vrta, od kojih je najveći služio za vojsku. Na zapadnoj strani nalazio se pričuvni ulaz, a na istočnoj Velika vrata. Zapisi pronađeni u Darijevoj palači detaljno opisuju kako je građena. Palača u Suzi očito je bila omiljena Darijeva rezidencija, jer grčki povjesničar Herodot spominje isključivo Suzu kao glavni grad Perzije, dok ne spominje Pasargad i Perzepolis. Darije je Suzu povezao Kraljevskom cestom koja je vodila punih 2700 km do Sarda u zapadnoj Maloj Aziji, zbog čega je Suza postala velikim trgovačkim središtem.
Detalji raskoša grada Suze opisani su u biblijskoj priči o Estheri, koja je smještena upravo u tom gradu u doba vladavine perzijskog kralja Ahasuera (najvjerojatnije Kserksa I.). Nažalost, veliki požar u Suzi u vrijeme kralja Artakserksa I. uništila je većinu gradskih zgrada iz ranijih razdoblja. Zapisi iz doba vladavine Artakserksovog sina Darija II. opisuju rekonstrukciju grada. Konačno, Artakserkso II. gradi drugu dvoranu za prijem (apadanu) na drugoj strani rijeke.

### Seleukidsko doba
Nakon pada Ahemenidskog Perzijskog Carstva, Aleksandar Makedonski ženi se u Suzi Stateirom II., kćeri posljednjeg ahemenidskog vladara Darija III. Poslije Aleksandrove smrti, gradom vladaju Seleukovići i Suza postaje dijelom novog Selekuidskog Carstva, i od tada se naziva Seleukija. U to doba podignuta je nova palača uz postojeću rezidenciju Darija II. Administrativni centar nalazio se u južnom dijelu, gdje su pronađeni brojni zapisi na grčkom jeziku, te oni iz kasnijeg partskog razdoblja.

### Partsko doba
Otprilike stoljeće nakon što se Partsko kraljevstvo odvojilo od Selekuidskog Carstva, Suza je postala jednim od dva glavna grada novog kraljevstva; drugi je bio Ktezifont. Grad je u to vrijeme bio utočištem mnogih izbjeglica koji su bježali iz zapadnog dijela kraljevstva pred ratovima protiv Rimljana. Suza je Partima služila kao ljetna prijestolnica, dok su u Ktezifontu boravili uglavnom zimi. U Suzi je kovan i partski novac.

### Sasanidsko doba
Sasanidi su nakon pokoravanja Parta i stvaranja Sasanidskog Carstva nastavili tradiciju korištenja Suze i Ktezifonta kao dvaju glavnih gradova. Budući da su Rimljani između 116. i 297. godine čak pet puta opustošili grad Ktezifont u vrijeme rimsko-perzijskih ratova, Suza je bila na glasu kao sigurniji grad u koji su se sklanjale brojne izbjeglice. U sasadnisko doba, Suza je imala brojnu kršćansku populaciju. Perzijski kralj Šapur I. u blizini Suze dao je podići akademiju Gundišapur koja je bila središtem sasanidske znanosti, te koja se danas smatra najstarijim sveučilištem na svijetu. Također, podigao je branu na rijeci Karun zbog navodnjavanja okolnih područja, što je oplemenilo područje oko Suze.

### Srednji vijek
Tijekom srednjeg vijeka Suza je doživjela dva velika razaranja Arapa i Mongola, kakva nisu bila zabilježena još od 647. pr. Kr. odnosno Asurbanipalovog pustošenja u ratu protiv Asirije. Islamski osvajači opustošili su grad 638. godine kada su pronašli mumiju sahranjenu s pečatom u obliku čovjeka koji stoji između dvaju lavova. Iako je kalif Omar naredio uništenje grobnice, lokalno stanovništvo uvjerilo ga je kako se radi o sahranjenom proroku Danielu, nakon čega je grobnica pošteđena. Od tada, Suza je postala vjerskim odredištem brojnih Židova. Najgore razaranje Suza je doživjela 1218. kada je doslovno sravnjena do temelja prilikom mongolskih osvajanja, nakon čega je bila potpuno napuštena narednih godina.

### Moderno doba
Antički grad Suzu je 1850. prvi identificirao britanski arheolog William Loftus. U neposrednoj blizini ostataka Suze nalazi se moderni grad Šuš, koji prema popisu iz 2005. godine ima 64.960 stanovnika. Danas je Suza značajno arheološko nalazište u Iranu, te turističko i vjersko odredište za šijitske muslimane i perzijske Židove zbog navodne grobnice proroka Daniela.

## Znamenitosti
- Apadana (palača Darija Velikog) - raskošno zdanje perzijskog vladara sastojalo se od dvorane za prijem i rezidencijalne palače, s tri unutrašnja vrta, gostinjskom sobom, Velikim vratima i terasom.
- Akropola - povišeni dio grada[10] nastao iz doba Elama bogat kipovima sumerskih bogova i babilonskim dokumentima (Hamurabijev zakonik); na temeljima akropole francuski arheolozi su 1897. podigli veliki dvorac.[1]
- Hamurabijev zakonik - datira iz 18. stoljeća pr. Kr., skupina je pravnih propisa koji predstavljaju iznimno podrobnu kodifikaciju babilonskog prava i ujedno dragocjen izvor o gospodarskim i socijalnim prilikama drevnih civilizacija antičkog Istoka. Pisan je na klinastom pismu.
- Akademija Gundišapur - osnovao ju je sasanidski kralj Šapur I. u 3. stoljeću, a danas se smatra najstarijim sveučilištem na svijetu.[7]
- Palača Artakserksa II. - izgrađena je od kamenih stupova i zidova od opeke, jedno vrijeme bila je administrativno središte Perzijskog Carstva.
- Shahr Pishevaran - smješten je na sjevernim i istočnim dijelovima Suze i predstavlja najstarije naselje iz islamskog doba; ovdje se nalaze ostaci jedne od najstarijih džamija.
- Kraljev grad - nalazi se na istočnim brdima Suze, i bio je naseljen u doba Elama, Ahemenida, Parta i Sasanida.
- Danielova grobnica - legenda o grobnici židovskog proroka Daniela počela se spominjati nakon islamskih osvajanja Irana, a temelji se na predaji kako je Daniel oko 700. pr. Kr. imigrirao u Iran skupa s nekolicinom Židova iz njegova plemena, te umro u Suzi. U gradu postoji šest navodnih lokacija grobnice, a veličanstveni mauzolej izgrađen je 1899. godine.
- Zigurat Čoghazanbil - najveći zigurat na svijetu nalazi se 45 km jugoistočno od Suze, izgrađen je oko 1300. pr. Kr. u doba najvećeg uspona Elama, a uništen u osvajanjima asirskog kralja Asurbanipala.
- Muzej Suza - sadrži mnoge povijesne predmete, dokumente i grobnice iz raznih vremenskih razdoblja.[11]

## Galerija
- Anthropoid sarcophagus; sarkofag u ljudskom obliku
- Lav na ukrasnom reljefu palače Darija Velikog
- Baza perzijskog stupa iz Darijeve apadane u Suzi
- Perzijski kopljanik, reljef s Darijeve palače
- Ukrasni reljef s motivima spirale u Darijevoj palači
- Navodna grobnica proroka Daniela
- Rašlje, islamsko doba
- Islamska umjetnost: vaza iz 8. stoljeća

## Poveznice
- Elam
- Asirija
- Asurbanipal
- Hamurabijev zakonik
- Ahemenidsko Perzijsko Carstvo
- Ahemenidi
- Darije Veliki
- Kraljevska cesta
- Ekbatana
- Perzepolis
- Pasargad

## Vanjske poveznice
- Grad Suza  Arhivirana inačica izvorne stranice od 6. kolovoza 2012. (Wayback Machine)
- Suza  Arhivirana inačica izvorne stranice od 25. srpnja 2011. (Wayback Machine)
- Britannica enciklopedija: Suza
- Fotografije Suze, Livius.org  Arhivirana inačica izvorne stranice od 25. prosinca 2018. (Wayback Machine)
- Zračne snimke Suze  Arhivirana inačica izvorne stranice od 3. svibnja 2006. (Wayback Machine)
- Suza: fotografije i video  Arhivirana inačica izvorne stranice od 18. travnja 2009. (Wayback Machine)
- Hamid-Reza Hosseini, Šuš u Louvreu (Shush dar dāman-e Louvre), perzijski jezik, „Jadid Online“, 10. ožujka 2009., .
Zvučni slideshow:  (6 min., 31 sek.).